# Nucàtuli

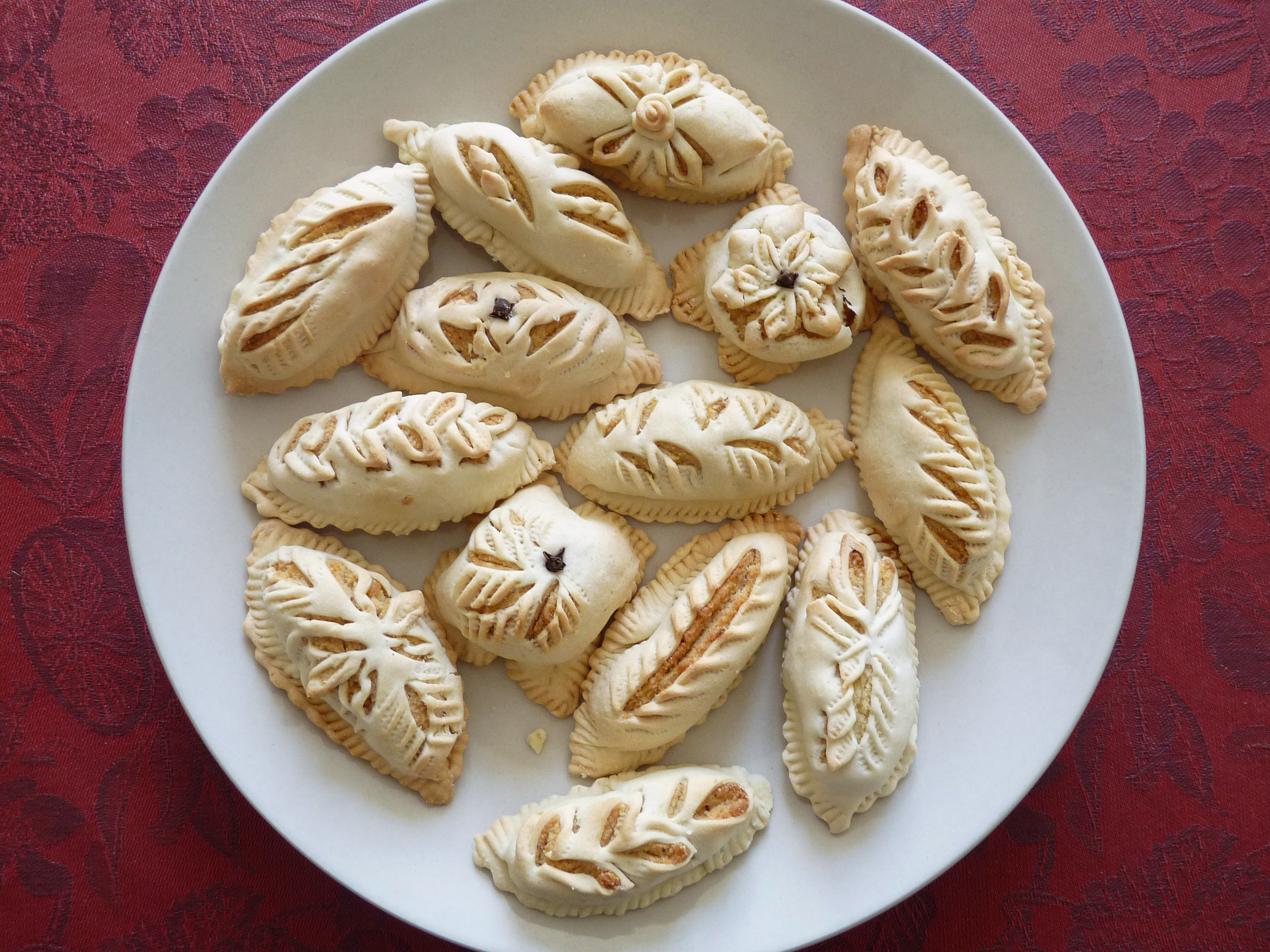
Un piatto di Nacatuli

I Nucàtoli (conosciuti in siciliano anche come nacatuli, nucatali, nacatula o nucatili) sono dei biscotti ripieni tipici siciliani inseriti nella lista dei prodotti agroalimentari tradizionali italiani (P.A.T) del Ministero delle politiche agricole alimentari e forestali (Mipaaf). Sono dolci diffusi principalmente in Provincia di Agrigento, Provincia di Caltanissetta, Provincia di Ragusa e Provincia di Siracusa, ma varianti locali si trovano anche ad Enna, Trapani, Isole Eolie, e ovunque in Sicilia.

## Caratteristiche
I nucàtoli sono piccoli biscotti, a forma di S, aperti sulla superficie, da cui esce la farcia, un impasto variabile di fichi secchi, uva passa, miele o mosto cotto, noci o mandorle, scorza d'arancia o limone e aromi. Possono essere ricoperti da una glassa di zucchero e bianco d'uovo. Tradizionalmente vengono preparati per Natale, nella Sicilia sud orientale si trovano già per la festa dei Morti. Vengono per questo motivo chiamati talvolta biscotti dei morti. I nucàtoli sono simili nelle caratteristiche ai Mustazzoli del Salento.

### Nome
Il nome deriva dall'arabo nagal che vuol dire noce, trasmessa anche dal francese nougat che ha la stessa origine.

### Forma
Tipico dei nucàtuli è la forma ad S si riscontra ad esempio a Butera e a Modica dove vengono chiamati localmente Mucàtoli. Ma vi sono varianti con forma ad I o a fiocco entrambe tipiche del siracusano. Meno tradizionali, ma ormai diffuse in molte pasticcerie, la forma a stella, rombo, cerchio.

## Ricetta
Le ricette sono varie e cambiano da un comune all'altro della Sicilia. Gli ingredienti possono essere diversi ma generalmente si procede alla preparazione usando fichi secchi o uva passa, noci oppure mandorle, scorza di agrumi che formeranno la farcia da inserire nell'impasto fatto di farina, uova zucchero o miele. In alcune ricette i nucàtoli sono ricoperti di una glassa.